# Astragalus drusorum
Astragalus drusorum es una especie de planta del género Astragalus, de la familia de las leguminosas, orden Fabales.

## Distribución
Astragalus drusorum se distribuye por Turquía, Líbano y Siria.

## Taxonomía
Fue descrita científicamente por Boiss. Fue publicado en Diagnoses Plantarum Orientalium 9: 78 (1849).
Sinonimia
- Astragalus maroniticus Boiss. & Bal.
Astragalus drusorum maroniticus (Boiss. & Blanche) Boiss.
Astragalus drusorum taiberi Eig
Astragalus drusorum bscherrensis Sirj.
Astragalus delbesii bracteosus Eig
Astragalus delbesii Eig
Astragalus delbesii (Eig) D. Podl.